# Hultrop
Hultrop ist ein Ortsteil der Gemeinde Lippetal im nordrhein-westfälischen Kreis Soest. 

## Geographie
Der Ort liegt südöstlich von Lippborg an der B 475. Nördlich fließt die Lippe, südlich erstreckt sich das 195,5 ha große Naturschutzgebiet Ahsewiesen (LP) und fließt die Ahse.

## Kultur
- Jährliches Schützenfest
- Karnevalsveranstaltungen

Vereine:
- Schützenbruderschaft St. Sebastian 1835
- Karnevalsgemeinschaft Hu Hei Bü

- Blasmusik Hultrop
- SW Hultrop
- Spielmannszug Hultrop